# Parafia Matki Bożej Fatimskiej w Odessie
Parafia Matki Bożej Fatimskiej w Odessie – rzymskokatolicka parafia znajdująca się w diecezji odesko-symferopolskiej w dekanacie Odessa. Opiekę nad parafią sprawują pallotyni.
Jedna msza św. w niedzielę sprawowana jest w języku polskim.

## Historia
Po powstaniu diecezji odesko-symferopolskiej jej biskup Bronisław Bernacki zwrócił się do pallotynów, aby stworzyli w jego diecezji sanktuarium Matki Bożej Fatimskiej. Powstało ono 13 maja 2012 przy parafii Matki Bożej Fatimskiej w Odessie.